# Pfarrkirche Windhaag bei Freistadt

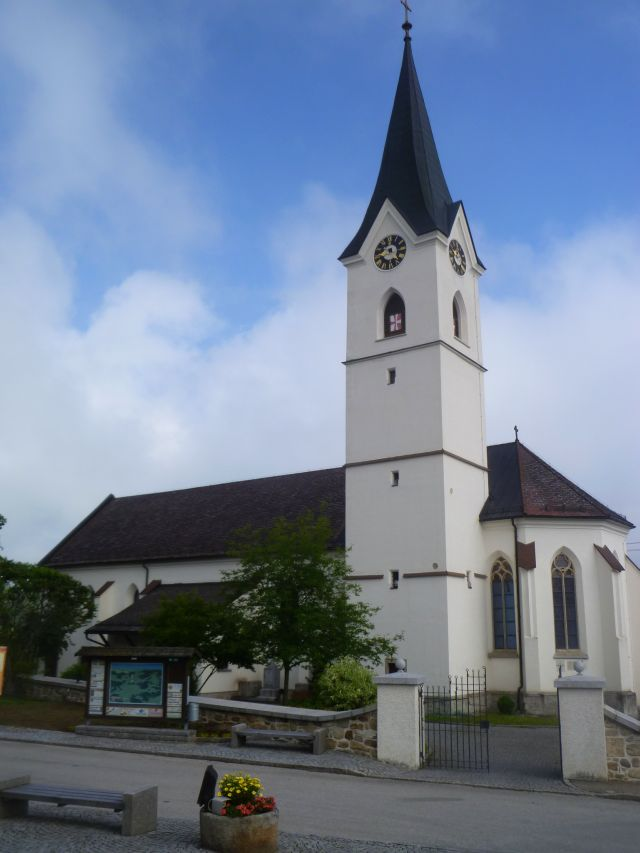
Katholische Pfarrkirche hl. Stephanus in Windhaag

Die römisch-katholische Pfarrkirche Windhaag steht in der Marktgemeinde Windhaag bei Freistadt im Bezirk Freistadt in Oberösterreich. Die dem Patrozinium hl. Stephanus unterstellte Pfarrkirche gehört zum Dekanat Freistadt in der Diözese Linz. Die Kirche steht unter Denkmalschutz (Listeneintrag).

## Geschichte
Die Kirche wurde 1380 als Filiale der Pfarre Grünbach genannt. Grünbach wurde 1705 Pfarre und blieb wie Grünbach dem Stift Sankt Florian inkorporiert.
Von der um 1300 erbauten Kirche sind vier östliche Joche des Langhauses erhalten; die Reste des damals dazugehörigen quadratischen Chores wurden 1990 ergraben. Der folgende Umbau erfolgte ab 1487, 1507 mit der Weihe eines Marien- und Martinaltares, bis 1520 wurde das ältere Langhaus gotisiert, der Chor und der Südturm neu erbaut. Nach einem Brand 1872 erfolgte die Verlängerung des Langhauses um zwei Joche nach Westen. Nordseitig steht ein barocker Sakristeianbau mit der Jahreszahl 1713 am Portal, die Sakristei wurde 1990 erweitert. Weiters erhielt die Kirche am Langhaus eine südseitige Portalvorhalle mit einem Treppenaufgang zur Empore.

## Architektur
Die Kirche hat eine dreischiffiges sechsjochiges spätgotisches Langhaus mit Kreuzrippengewölben innerhalb älterer Außenmauern, die zwei westlichen neogotischen Joche wurden dem spätgotischen Bau angeglichen, die mächtige dreijochige Empore ist auch neogotisch. Der Westfrontbau in der Breite des Langhauses beinhaltet eine mittige Vorhalle und rechts eine Treppe. Der breite zweijochige spätjochige Chor mit einem Dreiachtelschluss hat ein Netzrippengewölbe. Der mächtige spätgotische Turm steht im südlichen Chorwinkel. Die große Sakristei aus 1713 und 1990 steht am nördlichen Chorwinkel.

## Ausstattung
Die bemerkenswerten neogotischen Altäre und die Kanzel schuf Josef Untersberger 1883.
Die Orgel als sogenannte Anton-Bruckner-Gedächtnisorgel wurde 1974 mit II Man./13 Reg. von Wilhelm Zika mit der Orgelbauanstalt St. Florian gebaut. Eine Glocke nennt Franz Hollederer 1873.